# Preber
Le Preber est un sommet des Alpes, à 2 740 m d'altitude, dans les Niedere Tauern, et en particulier dans le chaînon du Schladminger Tauern, en Autriche (limite entre le land de Salzbourg et le land de Styrie).